# Monocesta balyi
Monocesta balyi es una especie de insecto coleóptero de la familia Chrysomelidae descrita en 1865 por Clark.